# Four Great Women and a Manicure
Four Great Women and a Manicure (с англ. — «Четыре великих женщины и маникюр») — двадцатый эпизод двадцатого сезона мультсериала «Симпсоны». Премьера эпизода состоялась 10 мая 2009 года.

## Сюжет
Мардж ведёт Лизу в салон для её первого маникюра, и по пути они рассказывают друг другу истории про великих женщин.

### Королева Елизавета I
Первая история, которую рассказывает Мардж, про королеву Елизавету I, которую играет Сельма Бувье.
Она была незамужней, и многие главы государств просили её руки, включая короля Хулио из Испании, но она отклоняет все предложения от них, и король Хулио поклялся отомстить Англии за неудачу. Тем временем в королевство прибывает Уолтер Рэли (сыгран Гомером), который нравится фрейлине Королевы Елизаветы (сыграна Мардж).
Когда Елизавета поймала их целующимися, она приказала заточить их в башню, но в последнюю минуту приходит Мо и рассказывает, что испанская Армада движется в Англию. Уолтер командует английским военно-морским кораблём. Во время боя он случайно воспламеняет корабль, но он и обитатели корабля успевают выпрыгнуть из корабля в море. Тем временем горящий корабль идёт прямо на испанские корабли, и они сгорают. За разрушение испанских кораблей королева даёт Уолтеру звание сэра и даёт ему жениться на возлюбленной.

### Белоснежка
Вторая история, рассказываемая Лизой, про Белоснежку, которую играет сама Лиза.
Её гномы — это Ворчун (Мо), Пьяница (Барни), Обжора (Гомер), Жадюга (Мистер Бёрнс), Ленни (Ленни), Керни (Керни) и Доктор Хибберт (Доктор Хибберт).
Когда Королева (Линдси Нейгл) узнаёт у Плазмы (отсылка к Зеркалу), что Белоснежка красивее, чем она, она говорит садовнику (Садовник Вилли), чтобы тот убил Белоснежку. Однако Вилли не может убить её и говорит ей, чтобы она поселилась у семи гномов. Белоснежка убегает и начинает помогать гномам в работе по дому. Но Королева приходит к ней под видом старушки и заставляет её откусить яблоко. Белоснежка умирает; Королева выпрыгивает в окно, однако её убивают животные. Гномы похоронили Белоснежку, и её оживила женщина-врач.

### Леди Макбет
Третья история, рассказанная Мардж, пародирует историю про Леди Макбет.
Мардж (пародирует Леди Макбет) недовольна Гомером, которому в постановке «Макбет» достаётся роль дерева, а главная роль достаётся Сайдшоу Мелу. Мардж приказывает мужу убить Мела. Он приходит к нему в номер и забивает его насмерть костью из его волос. После убийства главная роль достаётся Гомеру, но он даже не выучил слова. В газетной статье написано, что хорошо сыграл Доктор Хибберт в роли Банко. Мардж заставляет Гомера совершить очередное убийство. Он пускает в кабинет Хибберта веселящий газ и убивает его этим, находясь в это время в маске. В очередной газетной рецензии написано, что лучше всего сыграли Барни Гамбл в роли Дункана, Даффмен в роли МакДуффа, Ленни Леонард в роли Ленокса, Эдди и Лу в роли безымянных солдат, а худшим был Гомер. Мардж говорит Гомеру убить их всех. На вечеринке Гомер убивает их ножом. Тем временем, когда Мардж отмывает кровь на костюмах убитых, они приходят к ней в виде духов и убивают её. Из актёрской труппы в живых остался только Гомер, он играет в пустом зрительном зале, в котором сидит только дух Мардж, Гомер играет великолепно, и Мардж предлагает ему сыграть в других шекспировских постановках, но не выдержав большого количества постановок, Гомер убивает себя.

### Мэгги Рорк
Четвёртая история про архитектора Мэгги Рорк, изображающую Говарда Рорка из романа Айн Рэнд «Источник».
Мэгги — великий архитектор, сдерживаемый детсадовским воспитателем (Эллсворт Туни), который не желает признавать её гениальность, а хочет, чтобы у всех детей были одинаково плохие работы, и разрушает работы Мегги (Тадж-Махал и Национальный стадион из кубиков), но во время родительского собрания она показывает родителям свои способности. После этого она вызывается на детский суд, где достаёт изо рта соску и говорит длинную речь. Когда Мегги выросла, она стала известным архитектором и построила здание, которое является одним из семи чудес света, и наверху здания она сделала ясли, где не мешают детям проявлять свою индивидуальность.

### Конец
Во время четвёртого рассказа Мэгги нарисовала на стене салона картину Ван Гога «Звёздная ночь», но Мардж ругает её за испорченную стену.